# Хынчибияха
Хынчибияха (устар. Хынчиби-Яха, тж. Ханзебийяха) — река в России, протекает в Ямало-Ненецком автономном округе. Впадает в протоку Хантымей (Сантимей) реки Пякупур в 72 км от устья. Длина реки — 81 км.

## Притоки
- 1 км: Тыдэяха
- 17 км: Янгаяха
- 28 км: Нядаёган
- 34 км: Хэкуяха
- 48 км: Янгаёган
- 52 км: Нензаяха
- 70 км: Халэтаяха

## Данные водного реестра
По данным государственного водного реестра России относится к Нижнеобскому бассейновому округу, водохозяйственный участок реки — Пур, речной подбассейн реки — подбассейн отсутствует. Речной бассейн реки — Пур.
Код объекта в государственном водном реестре — 15040000112115300056537.